# تأیید هویت دومرحله‌ای تلفن همراه

تأیید هویت دو مرحله‌ای تلفن همراه

تأیید هویت دومرحله‌ای تلفن همراه یا تأیید هویت دو مرحله‌ای با تلفن همراه به روش اصالت‌سنجی‌ای گفته‌می‌شود، که طی آن فرد اصالت‌سنج با کمک شمارهٔ تلفن همراه متقاضیِ اصالت‌سنجی و با گرفتن بازخورد از وی نسبت به اصالت‌سنجی هویت فرد اقدام می‌کند.
احراز هویت دو مرحله‌ای تلفن همراه با وسایلی مانند تلفن‌های همراه و گوشی‌های هوشمند امکان‌پذیر است.
در سال‌های ۲۰۱۶ و ۲۰۱۷، هر دو شرکت گوگل و اپل، تأیید هویت دو مرحله‌ای کاربر را به اجرا درآوردند.

## مزایا
- در کنار دیگر سندهای هویتی، می‌تواند به عنوان عاملی کمک کننده در اصالت‌سنجی و اطلاع‌رسانی مورد استفاده قرار گیرد.
- این روش با داشتن ضریب امنیتی بالا، بسیار سریع نیز می‌باشد.

## معرفی تأیید هویت دو مرحله‌ای (2FA)
تأیید هویت دو مرحله‌ای (Two-Factor Authentication یا 2FA) یک روش امنیتی است که برای اطمینان از هویت یک کاربر در هنگام ورود به حساب‌های آنلاین استفاده می‌شود. در این روش، برای دسترسی به حساب کاربری، علاوه بر وارد کردن رمز عبور (که به عنوان مرحله اول شناخته می‌شود)، از مرحله دوم تأیید هویت که معمولاً شامل کدی است که به صورت موقت برای کاربر ارسال می‌شود، استفاده می‌شود.

### مزایای ۲FA
- افزایش امنیت: حتی اگر رمز عبور شما لو برود، دسترسی به حساب کاربری بدون مرحله دوم تأیید هویت غیرممکن خواهد بود.
- مقاومت در برابر حملات فیشینگ و سایر تهدیدات سایبری: حملات معمول به رمز عبور را به طور چشمگیری کاهش می‌دهد.

### تهدیدات و چالش‌ها
- اگرچه ۲FA امنیت را بالا می‌برد، اما همچنان ممکن است برخی حملات خاص مانند حملات “man-in-the-middle” یا حملات فیشینگ هدفمند روی سیستم‌های ضعیف اثر بگذارد.

## روش‌های مختلف تأیید هویت دو مرحله‌ای

### احراز هویت با پیامک (SMS)
در این روش، پس از وارد کردن رمز عبور، یک کد موقت به شماره تلفن همراه کاربر ارسال می‌شود که باید در مرحله دوم وارد شود.
- مزایا: استفاده آسان و معمول
- معایب: آسیب‌پذیری در برابر حملات SIM swapping و دسترسی غیرمجاز به پیامک‌ها

### احراز هویت از طریق اپلیکیشن‌های موبایل
اپلیکیشن‌هایی مانند Google Authenticator یا Authy، کدهای یکبار مصرفی (OTP) تولید می‌کنند که برای ورود به حساب کاربری استفاده می‌شوند.
- مزایا: بیشتر امنیت از SMS، کدها به صورت آفلاین تولید می‌شوند
- معایب: نیاز به نصب اپلیکیشن اضافی

### احراز هویت بیومتریک (چهره، اثر انگشت)
در این روش، به جای وارد کردن کد، از ویژگی‌های بیومتریک کاربر (چهره، اثر انگشت، یا تشخیص صدا) استفاده می‌شود.
- مزایا: راحتی و سرعت بالا
- معایب: گاهی قابل دور زدن با استفاده از تصاویر یا مدل‌های بیومتریک مشابه

## کاربردهای تأیید هویت دو مرحله‌ای با تلفن همراه

### استفاده در سرویس‌های آنلاین
امروزه بسیاری از خدمات آنلاین، مانند ایمیل‌ها، شبکه‌های اجتماعی، بانکداری اینترنتی و سرویس‌های پرداخت، تأیید
هویت دو مرحله‌ای را به عنوان یک لایه امنیتی اضافه برای کاربران خود فراهم می‌کنند.

### تأثیر آن در کاهش نقض‌های امنیتی
مطالعات نشان می‌دهند که استفاده از ۲FA به طور قابل توجهی احتمال دسترسی غیرمجاز به حساب‌های آنلاین را کاهش می‌دهد.

## چالش‌های استفاده از تأیید هویت دو مرحله‌ای

### دسترسی به تلفن همراه
مهم‌ترین چالش این است که در صورت گم شدن یا سرقت تلفن همراه، ممکن است امکان دسترسی به حساب‌ها از دست برود. کاربران باید پیش‌بینی‌هایی برای بازیابی حساب‌ها یا استفاده از روش‌های پشتیبانی داشته باشند.

### ۴.۲. مشکلات در کشورهای با دسترسی محدود به اینترنت
در برخی از مناطق، دسترسی به اینترنت برای استفاده از اپلیکیشن‌های ۲FA ممکن است محدود باشد که می‌تواند استفاده از این روش‌ها را پیچیده کند.

## آینده تأیید هویت دو مرحله‌ای با تلفن همراه

### تکامل فناوری‌های امنیتی
با پیشرفت در زمینه‌های هوش مصنوعی و یادگیری ماشین، روش‌های جدیدتر و پیشرفته‌تری برای تأیید هویت در حال ظهور هستند که می‌توانند تهدیدات جدید را به طور مؤثرتری شبیه‌سازی و شناسایی کنند.

### استفاده از چندین روش در کنار هم
ترکیب چندین روش احراز هویت (مانند استفاده از اسکن چهره همراه با کد یکبار مصرف) می‌تواند باعث افزایش بیشتر امنیت شود.